# 本牧埠頭站

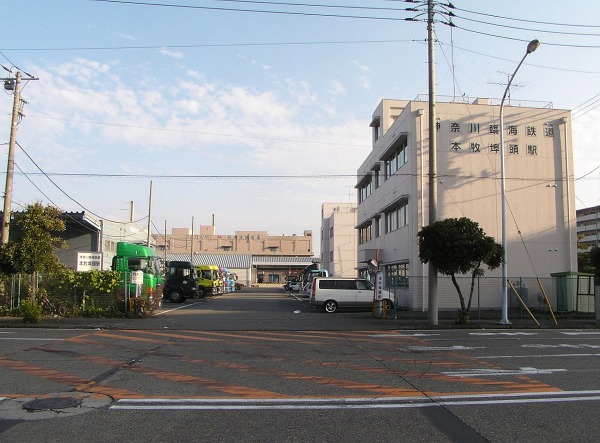
車站事務所（2006年12月）
物流公司辦事處位於該處。事務所位於車站西邊。

本牧埠頭站（日语：／ Honmokufutō eki */?）是位於神奈川縣橫濱市中區本牧埠頭，神奈川臨海鐵道的本牧線貨運車站。

## 車站構造
此站是地面車站，設有2面貨櫃月台和3條貨物裝卸線（1、2、3號線）。貨櫃月台是呈相對式。西邊設有2條貨物裝卸線（1、2號線），東邊設有1條貨物裝卸線（3號線）。東邊（靠海一方）的月台是為了試驗新的貨物裝卸設施而設。西邊月台設有由神奈川臨海通運（神奈川臨海鐵道的旗下公司）擁有的倉庫。
在靠近橫濱本牧站一方的站前設有平交道橫過道路，但是該處沒有遮斷機，當列車通過時，平交道的平交道訊號燈會變成紅燈，等候道路上沒有汽車時，牽引機車會響起警笛後通過平交道。

## 處理貨物種類
此站只處理貨櫃。鄰站橫濱本牧站可處理大型貨櫃（20、40呎貨櫃），此站只可處理12呎貨櫃。後來在2008年4月起開始試驗處理20或40呎貨櫃。但是，隨著連接仙台臨海鐵道仙台港站的貨櫃專用列車於2010年3月時間表修正後，該試驗沒有實用化而結束。
主要起卸貨物，包括從石卷港站內日本製紙石卷工場出產的印刷紙。從新潟貨物總站該處運送，北越公司新潟工場出產的高級洋紙。另外，北越製紙高級洋紙從前使用專用貨物列車運送至此站。後來在2007年3月18日時間表修正起，改用高速貨物列車運送，以減少運輸時間。另外，在2006年8月尾前，從二本木站會運送日本曹達的家畜飼料添加劑「DL-甲硫氨酸」前往此站。
車站鄰接由神奈川臨海通運擁有的倉庫。主要用作租賃給托運人和物流公司作為保存和管理貨物之用。相比橫濱本牧站，此站的速達運送在處理大量貨物情況下比較出色。當中，輸出紙張用品的日本紙運輸倉庫株式會社之相關公司青葉興業株式會社會租用貨倉存放紙張以通行管理和通關。曾經日本曹達的DL-甲硫氨酸也會租用貨倉進行同樣業務。
另外，上述提及原本此站只處理不適合海上運輸的12呎貨櫃，因此此站設有設備把12呎貨櫃內的貨物轉移至可用於海上運輸的貨櫃內。

## 實驗運輸
神奈川臨海鐵道和橫濱市港灣局等各個港灣相關團體組成了「京濱港物流高度化推進協議會」，長期以來，該會一直致力於實現有效利用貨運車站和提供港口的新型物流服務。
在這個目標下，在2008年4月起兩年之間，於橫濱港本牧埠頭BC碼頭總站旁邊的本牧埠頭站處開始試行處理貨櫃。當中行走於仙台港站至橫濱本牧站之間的20卡編成海上貨櫃專用列車中，5卡的終點站改為此站。當時，行走於橫濱本牧站至本牧埠頭站之間每日設有1往返班次，每星期二至六早上來自仙台港站的列車到達後會返回仙台港站，離站時為星期一至五正午。在站內為了處理20/40呎貨櫃，因此配備了一台可對應該貨櫃的吊運機。而前從前在橫濱本牧站的吊運機成為了後備機器。
在2010年3月時間表修正起，上述提及連接橫濱本牧站和仙台臨海鐵道仙台港站之間的貨櫃運送列車取消。

## 車站周邊
橫濱港·本牧埠頭的C碼頭後於車站入口左手邊，周邊設有倉庫和海運公司的事務所。另外，後車站後方可望見C貨櫃碼頭，該處放置了很多貨櫃。而站前的道路上可看見許多貨櫃車行走。
- 本牧港口高地
- 橫濱港、本牧埠頭（日语：本牧埠頭）
- 本牧釣魚設施（日语：本牧海づり施設）
- 橫濱港符號塔（日语：横浜港シンボルタワー）
- 首都高速灣岸線 本牧埠頭出入口

## 歷史
- 1969年（昭和44年）10月1日 - 車站啟用。
- 2008年（平成20年）4月 - 開始試驗處理貨櫃，為期2年。

## 相鄰車站
神奈川臨海鐵道
本牧線
橫濱本牧－本牧埠頭

## 注腳
1. ↑  横浜港における海上コンテナの鉄道輸送実証実験を開始（神奈川臨海鉄道） （页面存档备份，存于）（日語）